# Cróceas
Cróceas (en griego, Κροκέαι) es el nombre de un antiguo asentamiento griego de Laconia.
Pausanias lo ubica en el camino de Esparta a Gitión. Destaca de este lugar una cantera de donde se sacaba piedra que servía para adornar santuarios, acueductos y baños. Había también una estatua de piedra de Zeus Croceatas y otra de bronce de los Dioscuros, sobre la cantera.
Se localiza cerca de la población actual de Steplania.